# Frédéric Hantz
Frédéric Hantz (Rodez, 30 de maio de 1966) é um ex-futebolista e treinador de futebol francês. Atualmente, está sem clube.

## Carreira
Revelado pelo Stade Ruthénois (atualmente, Rodez AF) em 1980, profissionalizou-se aos 16 anos de idade em 1982. Os clubes mais relevantes que defendeu em sua carreira de jogador foram Istres (1989 a 1992), Metz (1992 a 1993) e Nice (1993 a 1995), além de ter defendido Aurillac, Clermont Foot, Chamois Niortais e Rodez AF, onde parou de jogar em 1998 e iniciaria a carreira de treinador no mesmo ano. O único título que conquistou como jogador foi a Segunda Divisão de 1993–94.
Hantz chamou a atenção do futebol francês em 2004, quando levou o inexpressivo ESA Brive, treinado por ele desde 2002, às quartas-de-final da Copa, onde enfrentaria o Paris Saint-Germain. Em dezembro, foi contratado pelo Le Mans, onde permaneceu durante 3 anos. Após trabalhos rápidos em Sochaux e Le Havre, assumiu o comando técnico do Bastia, sucedendo Faruk Hadžibegić. Encontrou um time endividado, que teve de jogar o Championnat National (terceira divisão), fazendo apenas contratações livres (foram 8 no total), exceção feita a Issiaga Sylla, que veio por empréstimo do Le Mans (ex-clube de Hantz). Reergueu o Bastia em 2 temporadas, levando o clube de volta à primeira divisão após 8 anos de ausência. Após 174 jogos, Hantz saiu do clube em maio de 2014, e para seu lugar foi contratado o ex-volante Claude Makélélé.
Seus últimos trabalhos foram no Montpellier (2016 a 2017, juntamente com Bruno Martini e Pascal Hollis) e no Metz, onde permaneceu até maio de 2018, não evitando o rebaixamento da equipe à Segunda Divisão francesa.

## Votos na eleição presidencial de 2012
No segundo turno das eleições presidenciais de 2012, moradores da aldeia de Belgodère, na região da Alta Córsega, deram 19 votos a Frédéric Hantz, aproveitando o momento da promoção do Bastia à Ligue 1 da temporada seguinte. Porém, como o treinador não era um candidato "oficial", a votação foi anulada.

## Títulos

### Como jogador
Nice
- Segunda Divisão: 1 (1993–94)

Stade Ruthénois
- Division 4: 1 (1983–84)

### Como treinador
Bastia
- Championnat National: 1 (2010–11)
- Segunda Divisão: 1 (2011–12)